# Tigrovi (2014., film)
Tigrovi (prvotno naslovljen White Lies ) je indijski igrani film iz 2014. godine u režiji Danisa Tanovića, u zajedničkoj produkciji Cinema Time, francuske producentske kuće ASAP Films i Sikhya Entertainment. Film se počeo snimati 2013. godine, a premijeru je imao u rujnu 2014. na Međunarodnom filmskom festivalu u Torontu .
Tigrovi su premijerno prikazani na streaming platformi ZEE5 21. studenoga 2018.

## Radnja
Prateći istinitu priču 24-godišnjeg Pakistanca Syeda Aamira Raze (u filmu Ayaan), prodavača zaposlenog u velikoj korporaciji, u filmu preimenovanoj u Lasta, Tanović raskrinkava praksu koja desetljećima uzrokuje smrti djece u najsiromašnijim zemljama svijeta. Mladi Pakistanac se kao trgovac dječjom mliječnom hranom uspinje na korporativnoj ljestvici sve dok mu jedan liječnik na njegovo pitanje o tome zašto djeca umiru u siromašnim mjestima i onima gdje je voda nečista, jasno odgovara: „Zbog ljudi poput vas."
Mladi Syed Aamir Raza tada shvaća da je on, kao i brojni zaposlenici kompanija koje zdravstvenom osoblju agresivno nude dječju mliječnu hranu, uvjeravajući ih u superiornost tog proizvoda, suodgovoran za smrt nedojene djece u njegovoj zemlji. Protagonist daje otkaz i kreće u borbu za istinu u kojoj ga podržava IBFAN (International Baby Food Action Network), globalna mreža organizacija i pojedinaca koji se bave zaštitom roditelja i djece od agresivnog reklamiranja dječje mliječne hrane.

## Snimanje filma
Prema Tanovićevim izjavama, situacija iz filma se dogodila 1995. godine, a za priču je doznao od Andyja Patersona koji je 2005. godine napisao i prvu verziju scenarija koji su kasnije zajedno dorađivali. Tanović je 2006. godine prvi put otišao u Pakistan kako bi doznao detalje i tamo otkrio da priča ima ozbiljnu manu - stvarni prodavač je razgovarao s predstavnicima farmaceutske kompanije o uzimanju novca u zamjenu za šutnju. Međutim, Raza nikada nije uzeo novac, što je Tanovića navelo da ipak snimi film. U nakani da ih spriječi da snime film, Nestle je poslao snimak koji dokazuje da je Syed Aamir Raza zaista obavio taj razgovor, ali Tanović kaže "da je to zapravo bilo fantastično jer su im dali najbolji dokaz koji im je pomogao da snime tu scenu". Scenarist i producent Andy Peterson izjavio je da nitko, uključujući i televizijsku kuću BBC nije htio financirati film iz straha od ogromnih tužbi, ali predstavnici Nestlea u intervjuu uoči prikazivanja filma u Torontu najavili su da neće tužiti producente. Prije nego što je BBC odustao od snimanja filma, tražili su svaki dokument koji dokazuje svaku tvrdnju. Tanović kaže "da je jedno vrijeme razmišljao da napravi film o tome kako njemu ne uspijeva da napravi ovaj film". Tanović je podvukao "da jedan strašan podatak dovoljno govori o ozbiljnosti ove teme, a to je da Svjetska zdravstvena organizacija (WHO) navodi kako bi šest milijuna djece godišnje moglo biti spašeno od smrti kada se ne bi hranila dječjom mliječnom hranom.Zbog mogućih pravnih problema s Nestleom, rad na filmu trajao je gotovo osam godina. a značajnu ulogu u njegovoj finalizaciji ima producent Čedomir Kolar, koji živi i radi u Parizu. Film se snimao u Indiji jer je bilo previše opasno snimati ga u Pakistanu, a neke scene snimljene su u Londonu. U filmu se Nestle ne spominje, ime kompanije je promijenjeno, kao i imena glavnih aktera. Zahvaljujući glumcu Emranu Hashmiju koji u filmu igra glavnog junaka, uključili su se i neki privatni sponzori zbog njegove popularnosti u Bollywoodu.

## Uloge
- Emraan Hashmi kao Ayaan
- Geetanjali Thapa kao Zainab
- Danny Huston kao Alex
- Khalid Abdalla kao Nadeem
- Adil Hussain kao Bilal
- Maryam d'Abo kao Maggie[10]
- Satyadeep Mishra kao dr. Faiz
- Heino Ferch kao Robert
- Sam Reid kao Frank
- Supriya Pathak kao Ayanova majka
- Vinod Nagpal kao Mustafa
- Ashwath Bhatt kao dr. Saleem[11]

## Prikazivanje u Hrvatskoj
U Hrvatskoj je film premijerno prikazan već 2014. godine u suradnji Human Rights film festivala i udruge Roditelji u akciji:
- U Rijeci 12. prosinca 2014. u Art kinu Centar
- u Zagrebu 13. prosinca 2014. u Kinu Europa. 